# Sergio Castellanos (actor)
Sergio Castellanos (Madrid, 4 de julio del 2000) es un actor español de teatro, cine y televisión conocido por interpretar a Valerio Huertas en la serie original de Movistar+ La peste, dirigida por Alberto Rodríguez Librero.

## Filmografía

### Cine
| Año  | Título                | Personaje                  | Director           |
| ---- | --------------------- | -------------------------- | ------------------ |
| 2018 | Todos lo saben        | Felipe                     | Asghar Farhadi     |
| 2018 | Tu hijo               | Raúl                       | Miguel Ángel Vivas |
| 2018 | El árbol de la sangre | Marc (adolescente)         | Julio Medem        |
| 2020 | Malasaña 32           | José «Pepe» Olmedo Jiménez | Albert Pintó       |

### Televisión
| Año         | Título          | Personaje        | Cadena    | Notas        |
| ----------- | --------------- | ---------------- | --------- | ------------ |
| 2010        | Impares Premium | Eric             | Antena 3  | 1 episodio   |
| 2010 - 2011 | Los protegidos  | Víctor Izquierdo | Antena 3  | 5 episodios  |
| 2018 - 2019 | La peste        | Valerio Huertas  | Movistar+ | 12 episodios |